# 邦卡斯
14°4′N 3°31′W / 14.067°N 3.517°W

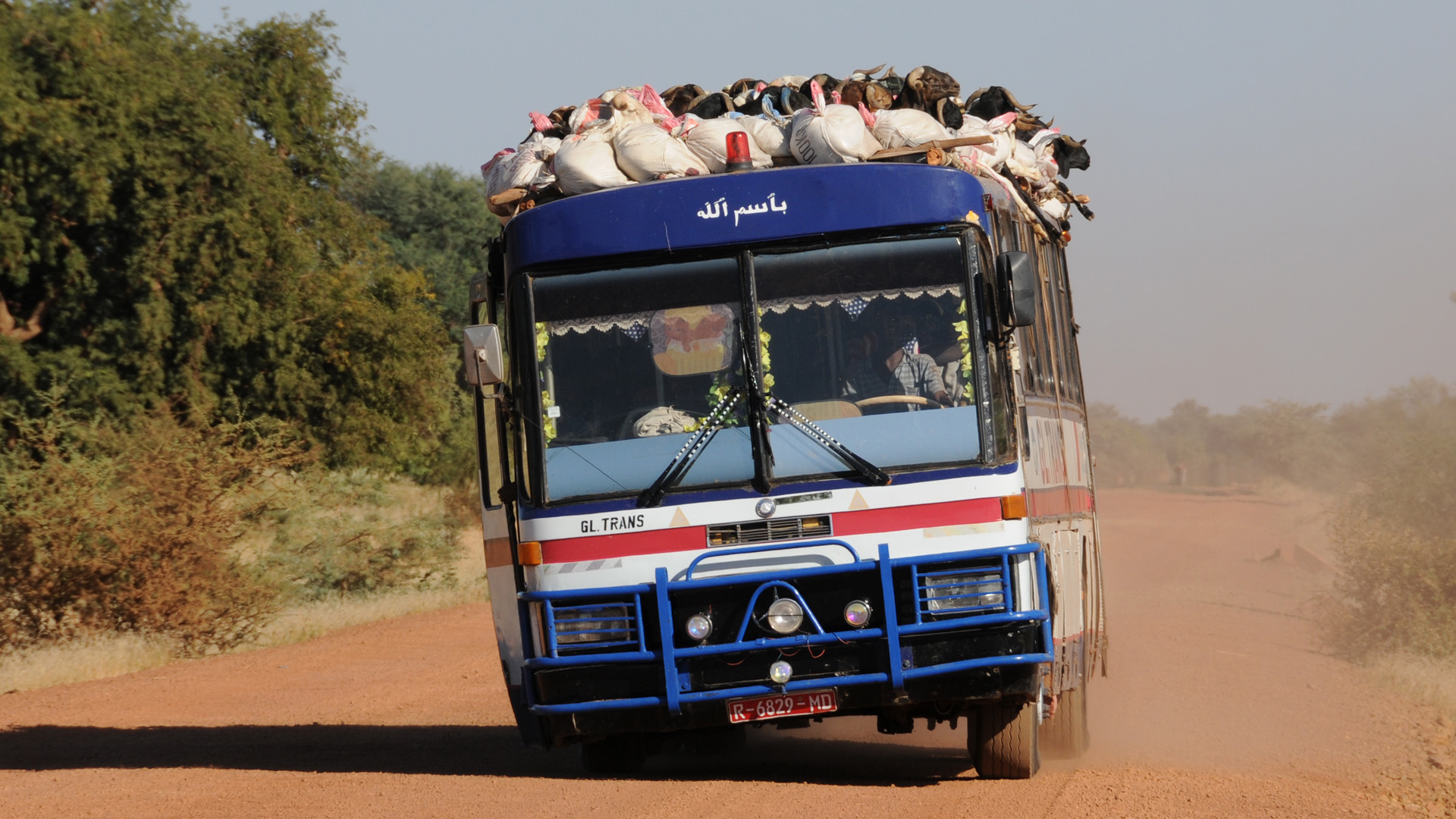

邦卡斯（法語：Bankass），是馬里的城鎮，位於該國中部，由莫普提區負責管轄，是邦卡斯省的首府，面積362平方公里，2009年人口30,159，人口密度每平方公里83人。

## 歷史
2019年3月，邦卡斯市附近村庄發生襲擊事件，共有至少134名村民被武裝份子屠殺，另有至少55名村民受傷。